# Guy Brisebarre
Guy Brisebarre, mort avant 1192 , est un chevalier du royaume de Jérusalem, qui devient probablement seigneur de Césarée par son mariage. Il est le fils puîné de Guy II Brisebarre, seigneur de Beyrouth, et de son épouse Marie.
Son père meurt peu après 1148 et son frère aîné Gautier III lui succède comme nouveau seigneur de Beyrouth.
En 1164, alors que le roi Amaury Ier de Jérusalem mène une campagne en Égypte, l'armée de Nur ad-Din capture de nombreux nobles à la bataille de Harim, dont Guy et ses frères Gautier et Bernard qui sont faits prisonniers. Leur mère, qui gouverne alors Beyrouth en l'absence de ses fils, n'est pas en mesure de lever suffisamment d'argent pour la rançon à cause de la prodigalité de ses fils et se propose pour prendre leur place comme otage jusqu'au remboursement de la dette. Mécontent, le roi Amaury Ier interdit à ses sujets de prêter de l'argent à la famille Brisebarre une fois ceux-ci libérés. Les frères sont alors contraints d'accepter une proposition du roi de payer leur rançon en échange de la seigneurie de Beyrouth avec en compensation le fief de Blanchegarde, bien moins important. Leur mère est alors libérée mais meurt seulement un mois plus tard. Il est possible que le roi ait imposé cette transaction aux Brisebarre afin d'éviter l'union des deux grandes seigneuries de Beyrouth et d'Outre-Jourdain sous le règne d'une seule et même personne. Dès 1167, Beyrouth fait partie du domaine royal
En 1174, Guy et son frère Gautier sont très probablement impliqués dans le meurtre de Miles de Plancy, sénéchal du royaume de Jérusalem qui exerçait la régence au nom du nouveau roi encore mineur Baudouin IV. Celui-ci, qui s'avère impopulaire et est décrit par le chroniqueur Guillaume de Tyr comme « fier et prétentieux », s'était particulièrement attiré l'inimitié de la famille Brisebarre, notamment en persévérant à conserver la seigneurie de Beyrouth dans le domaine royal plutôt que de leur restituer. Il est finalement assassiné dans une rue d'Acre en octobre 1174, bien que personne n'ait été jugé pour ce meurtre et que le chroniqueur ne nomme aucun auteur. Toutefois, même s'il connaissait l'identité des coupables, porter une accusation de meurtre sans preuves satisfaisantes aurait pu lui entraîner de graves conséquences. Il suggère néanmoins que les assassins ont peut-être été incités par certains des ennemis les plus puissants du sénéchal. Par la suite, le recueil Brevis historia, écrit à Gênes vers 1200 alors que toutes les personnes impliquées dans cette affaire étaient mortes, nomme « les seigneurs de Beyrouth » comme les assassins, désignant par là Gautier et son frère Guy.
Avant 1182, il épouse Julienne Granier, fille d'Hugues Granier, seigneur de Césarée, et de son épouse Isabelle Gothman, avec qui il a quatre enfants :
- Gautier Brisebarre, qui succède à ses parents ;
- Bernard Brisebarre, cité dans les Lignages d'Outremer ;
- Élisabeth Brisebarre, qui épouse Renaud d'Haïfa, chambellan du royaume de Jérusalem, d'où postérité ;
- Berthe Brisebarre, qui épouse Renaud de Soissons, maréchal du royaume de Chypre, d'où postérité.

Les deux frères de Julienne, Guy et Gautier II, sont tour à tour seigneur de Césarée après leur père et chacun décède sans héritier, laissant ainsi la seigneurie à leur sœur qui devient dame de Césarée de suo jure, et Guy est probablement devenu seigneur de Césarée du droit de sa femme avant de mourir.
Il meurt avant 1192, et c'est son fils aîné Gautier Brisebarre qui deviendra seigneur de Césarée après la mort de Julienne. Après son veuvage, celle-ci épouse en secondes noces Aymar de Lairon, qui a gouverné en tant que seigneur de Césarée, et avec qui elle a un autre enfant.